# Stephen Farrell
Stephan Farrell (ur. 1963) – dziennikarz, korespondent wojenny The Timesa i od 2007 The New York Timesa. Trzykrotnie porywany przez strony konfliktów, z których prowadził relacje.

## Biogram
Posiada brytyjskie i irlandzkie obywatelstwo.
Początkowo został korespondentem The Timesa na Bliskim Wschodzie, prowadząc relację z II intifady. Następnie przebywał w Iraku. Tam w kwietniu 2004 roku został porwany przez terrorystów w czasie trwania I bitwa o Faludżę. Po ośmiu godzinach przetrzymywania został zwolniony.
Po uwolnieniu z niewoli wziął ślub i dokończył swoją książkę o Hamasie.
W lipcu 2007 roku dołączył do The New York Timesa i był korespondentem nowojorskiego dziennika w Bagdadzie.
5 września 2009 roku podczas misji w Afganistanie został porwany przez grupę 10 talibów w prowincji Kunduz, podczas pisania relacji z bombardowania celów przez siły niemieckie (4 września 2009), w którym zginęło 179 osób, w tym 100 cywilów. Porwany razem z tłumaczem Mohammadem Sultanem i kierowcą, został odbity przez brytyjskich komandosów 9 września 2009 r.
W 2011 roku relacjonował wydarzenia z krajów arabskich. 15 marca 2011 r. zaginął w okolicach Adżadabiji w Libii, która była bombardowana przez siły rządowe w czasie libijskiej wojny domowej. Pojmany Farell wraz z trzema innymi dziennikarzami gazety, dokumentował odwrót wojsk powstańczych. Dziennikarze zostali pojmani przez siły rządowe. 21 marca 2011 r. zostali zwolnieni i przekazani ambasadzie Turcji, po czym ewakuowani z Libii.